# David Andrade
David Andrade (El Copey, Cesar, Colombia; 9 de agosto de 1982) es un exfutbolista colombiano. Juega de portero.

## Clubes
| Club                   | País      | Temporadas  |
| ---------------------- | --------- | ----------- |
| Itagüí F.C.            | Colombia  | 2000-2001   |
| Independiente Medellín | Colombia  | 2002 -2008  |
| ACD Lara               | Venezuela | 2010 - 2011 |
| Atlético Bucaramanga   | Colombia  | 2011        |